# Melão-de-são-caetano
Melão-de-são-caetano (Momordica charantia) é uma espécie da família Cucurbitaceae, originária de África e difundida no sudoeste asiático devido ao seu fruto comestível e pelas suas propriedades medicinais.

## Nomes
A Momordica charantia é conhecida por diversos nomes em português: Abobrinha-de-são-caetano, Balsamina-longa, Careteira, Erva-de-são-caetano, Erva-de-são-vicente, Erva-de-lavadeira, Erva-lavadeira, Fruto-de-cobra, Fruto-negro, Melão-amargo, Melão-de-cobra, Melão-de-são-caetano, Melão-de-são-vicente, Melãozinho, Pepineiro-amargo, Quiabeiro-de-angola, Sancaetano.